# Johannes på Patmos
Johannes på Patmos är en oljemålning av den nederländske konstnären Hieronymus Bosch. Den är utförd omkring 1495–1505 och ingår sedan 1907 i Gemäldegaleries samlingar i Berlin. 
Målningen skildrar evangelisten Johannes, identifierad av sitt attribut örnen, som enligt den kristna traditionen är författare till Johannesevangeliet, Johannesbreven och Uppenbarelseboken. Han förvisades till den grekiska ön Patmos av den romerske kejsaren Domitianus, känd för sin förföljelse av kristna. I Uppenbarelsebokens första kapitel nämns hur Gud sände en ängel till Johannes på Patmos och hur han uppmanades skriva ner sina uppenbarelser.
Bosch målning visar ängeln i mellangrunden, Madonnan med Jesusbarnet i himlen och i bakgrunden ett flodlandskap, snarare holländskt än grekiskt, som breder ut sig i ett blåskimrande dis för att skapa luftperspektiv. Till vänster syns hur eld flammar upp från en av båtarna på floden. Johannes är dock omedveten om de sjunkande skeppen och helt upptagen av sina uppenbarelser.
Man tror att målningen ingick i ett stort altarskåp som beställts till Johanneskatedralen(en) i 's-Hertogenbosch – staden som konstnären tog sitt namn ifrån och där han verkade hela sitt liv. Troligen var den ursprungligen en pendang till Johannes Döparen i ödemarken, en tavla som idag förvaras på Museo Lázaro Galdiano i Madrid och som innan den beskars tros ha haft samma mått som Johannes på Patmos. Baksidan på Johannes på Patmos är bemålad, vilket var brukligt för dörrar på flygelaltare. Där syns scener från passionshistorien som är målade i grisailleteknik.

## Bildgalleri

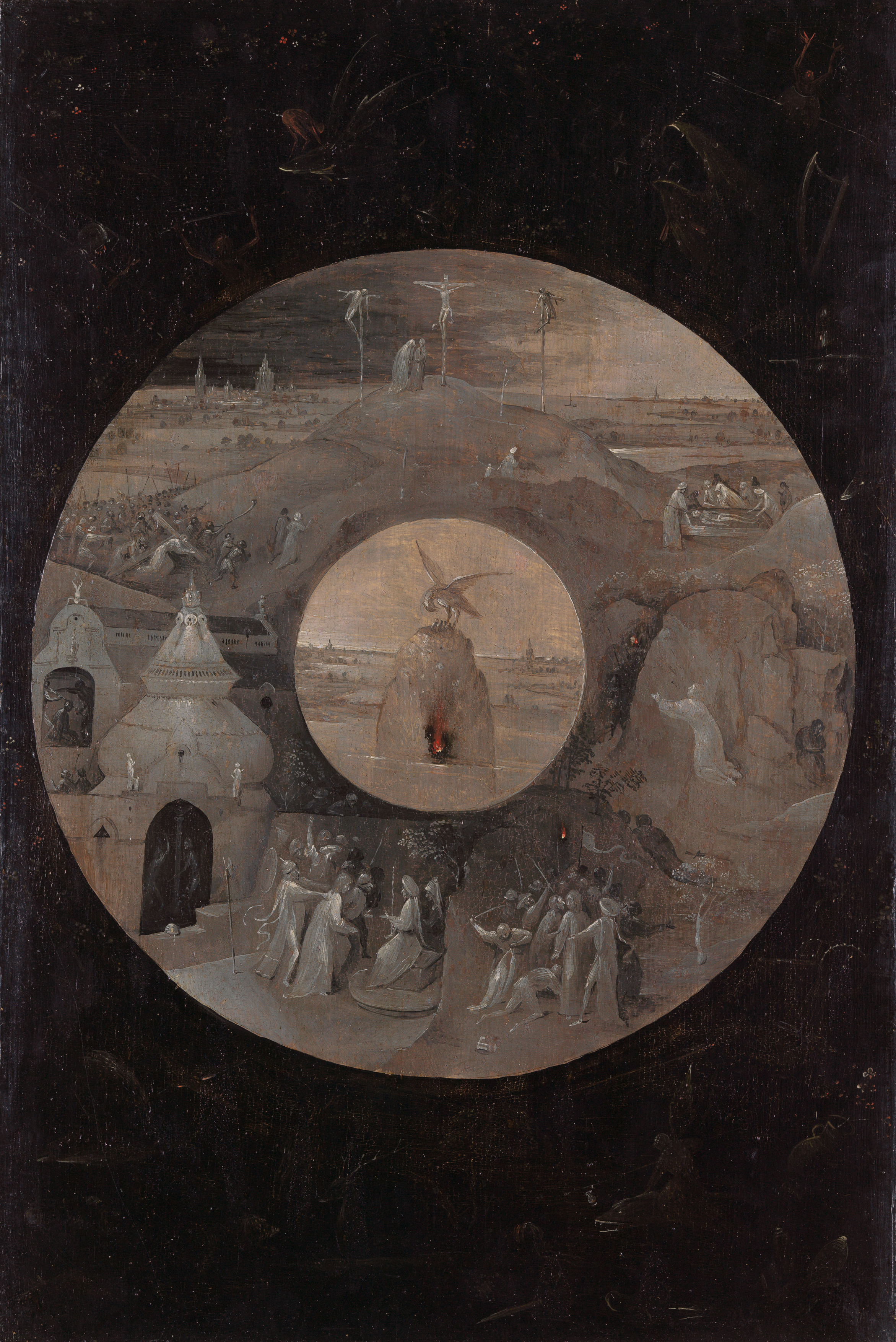
Baksidan visar Scener från passionshistorien. Den är målad i grisailleteknik.
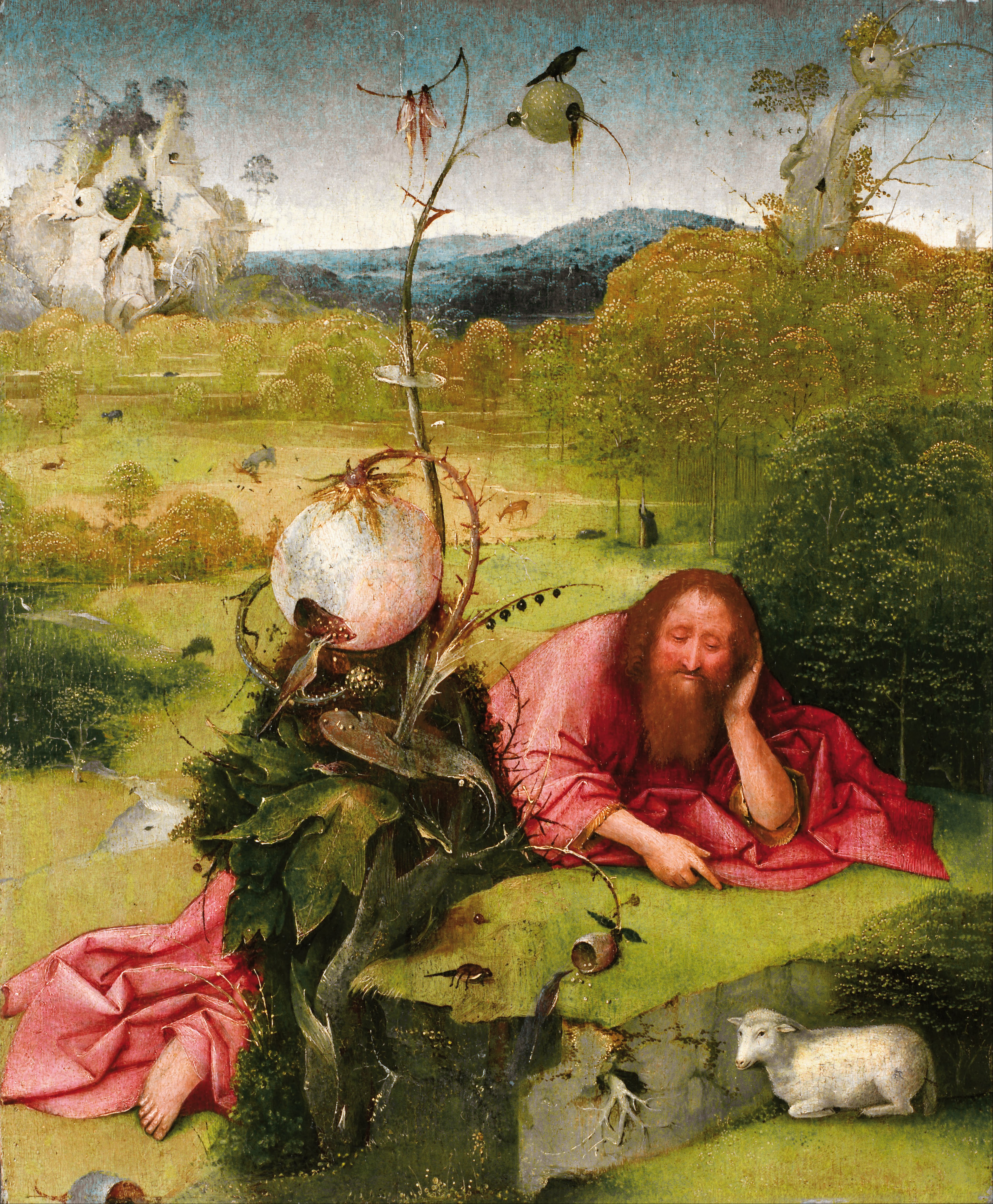
Johannes Döparen i ödemarken av Hieronymus Bosch. Museo Lázaro Galdiano i Madrid. 49 x 41 cm.